# 黄金の自由

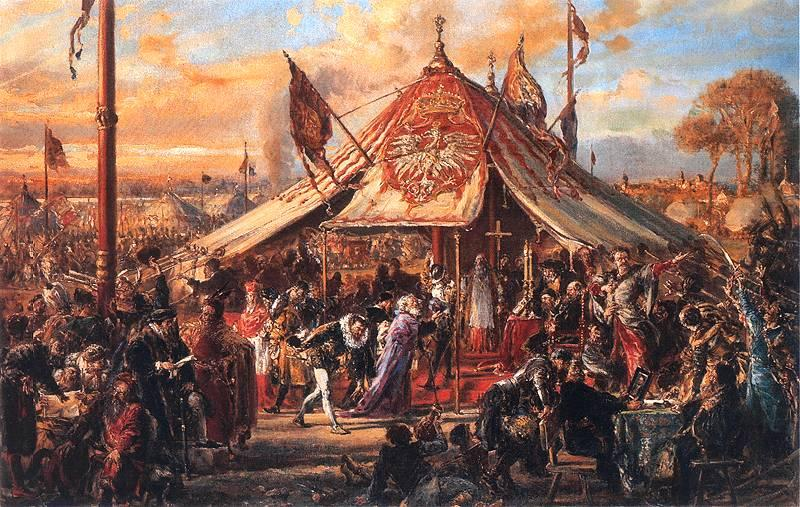
共和国の権力の頂点をなす1573年の国王選挙、ヤン・マテイコ画

黄金の自由（おうごんのじゆう、ラテン語：Aurea Libertas アウレア・リベルタス、ポーランド語：Złota Wolność ズウォタ・ヴォルノシチ）、貴族共和国または貴族民主主義とは、ポーランド王国およびルブリン合同（1569年）後のポーランド・リトアニア共和国において機能した、貴族支配による民主主義の政治システム。このシステムの下では、領地を有する全ての貴族（シュラフタ）が法的に平等であり、きわめて多くの諸特権を享受していた。この特権に基づき、貴族階級は立法府であるセイム（ポーランド議会）を構成し、国王を選挙によって選出していた（選挙王政）。

## 国王は君臨すれども統治せず
この政治体制は、貴族身分（シュラフタ）が都市民・商工業者（ブルジョワジー）や法曹など他の諸身分と国王を政治の場から排除したことにより強固なものとされた。シュラフタはニヒル・ノヴィ（1505年）、ヘンリク条項（1573年）、そしてその後に結ばれた数多くのパクタ・コンヴェンタ（選出時における国王と貴族との契約）を通じて諸特権を集積してゆき、君主が彼らの特権に手出しする事は許されなかった。この連合共和国家における政治原則とは「我々の国家は国王の監督のもとにある共和国である」というものだった。
16世紀の開明的な大宰相ヤン・ザモイスキはこの原則を「国王は君臨すれども統治せず "Rex regnat et non gubernat" 」と要約している。この言葉は他国でもよく使用され、イギリスや過去のドイツの政体などを表す際に引用されるが、実はこれを歴史上世界で初めて述べたのはヤン・ザモイスキであり、ポーランドの政体のあるべき姿、すなわち政治の合議制、民主主義について述べたのである。独任制や専制はポーランド社会にそぐわないものとされた。この時代、この合議制の原則によりポーランドは欧州でもっとも強力な国家へと大発展した。この時代は合議制の原則が国家の発展にとって望ましい方向にのみ作用したのである。それは、イギリスの歴史学者ノーマン・ディヴィスが指摘するように、当時のポーランドが共通の政治的価値観を持ち、自身の利害よりも国家のあり方を優先した、社会的責任の意識と哲学的な水準が非常に高い知的な人々の集まりによって運営されていたからである。

## 内容
国家の頂点にあるのは選挙で選ばれる国王、上院、そして飛びぬけた権力を備えたセイムの三者であった。国王にはヘンリク条項と選出時に取り決められるパクタ・コンヴェンタによって、市民（つまりシュラフタ）の権利を尊重することが義務づけられていた。国王は大勢の貴族層の意向により、その権力をかなり制限されていた。歴代の国王は、ポーランドの政治システムの根幹（そしておよそ確立されているとは言い難い宗教的寛容の根幹）をなすと見なされた、ヘンリク条項を承認することを余儀なくされた。やがてヘンリク条項はパクタ・コンヴェンタの中に組み込まれ、国王選出に際しての重要な誓約の一つになった。
「黄金の自由」（この語はヤギェウォ朝断絶直後の1573年から使われ始めた）の政治システムは、以下の原則をその基礎としていた。
- 国王自由選挙…国王は投票を希望する全てのシュラフタによる自由選挙によって選ばれる。
- セイム（下院議会）…議会であるセイムは国王によって2年ごとに召集される。
- パクタ・コンヴェンタ（議会に関する契約）…即位時に国王と貴族（国政参加者）とが取り決める契約。諸権利の請願も行われる。国王の政治行動を束縛し、ヘンリク条項に起源を持つ。
- ロコシュ（抵抗権あるいは強訴権）…シュラフタは、彼らに保障されている諸特権が国王によって脅かされた場合、反乱（強訴）を起こすことを法的に認められる。
- リベルム・ヴェト（自由拒否権）…個々の地方代表が、セイムでの決議において多数派の意見に反対出来る権利。セイムの会期中、法案をことごとく廃案にしてきた「無制限の拒否権」といったニュアンスで語られることが多い。17世紀後半の危機の時代に入ると、リベルム・ヴェトは地方議会であるセイミクにも適用された。
- コンフェデラツィア（政治連盟）…共通の政治目的のために団体（政党や会派）を結成する権利。

共和国の政治システムには単純な枠組みを適用することは難しく、様々なモデルを当て嵌めて説明されているため、統一的な見解がない。
- 共和国の性格に関して、国家連合、連邦、二国家それぞれの自治体制（つまり両国の地位は対等）のどれだったかという問題。共和国を三者のうちどれだったかと判断することは難しい。逆にこの三者の全てであったとも言える。どれか一つとは言えないのである。
- 寡頭制なのかどうかという問題。シュラフタのみが参政権を持っていたと言っても、彼らの階層は人口の約10％を占めていたのであり、少数者による支配というイメージとはずれがある。
- 全てのシュラフタに等しい権利と特権が与えられる民主政治。シュラフタの間では当然のことながら財産の多寡はあり、ヨーロッパで最も裕福とも言われた大資産家からまったくの無産者までさまざまな者がいたが、彼らの間に法的な身分の上下は一切なく、法的には全てのシュラフタが平等の政治的権利を有していた。彼らの拠るセイム（国会）が立法、外交、宣戦布告、課税（既存の税制の変更、新しい税の制定）といった重要な事項について国家の主導権を握り、国王の政策に反対することもできた。共和国は当時のヨーロッパ諸国の中で最も高い、約10％の参政権者を抱えていた。フランスでは1831年の時点で人口の約1％、1867年のイギリスでは約3％に参政権が与えられているに過ぎなかったのとは対照的である。
- 選挙王制。シュラフタによって選出される国王、つまり世襲君主でない国王が国家の首長であること。
- 立憲君主制、つまり君主がパクタ・コンヴェンタやその他の法律によって制約されており、シュラフタは国王が法的に不正な行為をしている場合は従う義務はないとされた。セイム（国会）はしばしば国王の政策に反対し、それを阻止してきた。

## 評価 - 対立から亡国へ
「黄金の自由」は極めて特異でその評価には論争の多い政治システムである。それはヨーロッパの主要国において絶対主義が支配的だった時代において、例外的に権力の強い貴族の支配と、弱体な王権とで構成される点で特徴ある性格を有していたし、ある種の近代的価値と似通った要素を備えていた。ヨーロッパが中央集権化、絶対主義、宗教戦争や王朝による争いに直面している時期、共和国は地方分権、国家連合と連邦制、民主政治、宗教的寛容さらには平和主義までも経験していた。シュラフタがしばしば国王による戦争計画を廃案にしたことは、民主的平和論に関する論議に相当するものとさえ見なされる。「黄金の自由」システムは民主制、立憲君主制、連邦制の先駆的存在とさえ評価されることがある。共和国の「市民」たるシュラフタは、抵抗権、社会契約、個人の自由、合意に基づく政治運営、独立心の尊重といった価値を称賛したが、それらは世界的に見れば、近代になって広く普及したリベラルな民主政治の概念である。19・20世紀のリベラルな民主主義者のように、シュラフタは国家権力に対して強い不安を抱いていた。ポーランド貴族は国家の権威主義については強い反感を持っていた。
おそらくポーランドの「貴族民主主義者」に最も似た人々はヨーロッパではなく、アメリカ合衆国（とくに南部）の奴隷を所有する「貴族」たちの中にいた。奴隷を所有する民主主義者たち、そしてジョージ・ワシントン、トマス・ジェファソンといったアメリカ「建国の父」たちは、貴族共和国の改革派シュラフタ達と多くの価値観を共有していた。近代史において、ポーランド・リトアニア共和国が1791年に世界で2番目の成文憲法である5月3日憲法を制定したことは、偶然の符合では決してないのである。起草者の一人であるポーランド王スタニスワフ・アウグスト・ポニャトフスキも、「アメリカ合衆国やイギリスを参考にしてさらにポーランドの事情に合うものにした」と述べている。
一方で、黄金の自由の受益者は貴族に限られていて、小作農や都市民はそこから排除されていたという批判的な指摘も存在する。これもアメリカ合衆国の初期の歴史において大土地所有者や大商人たちが権力を独占したことと似通っている。人口の大多数を占める庶民は法的自由が保障されず、貴族の横暴から身を守ることも出来ず（平民が幸福な生活が送れるかどうかはまったく各領主の人徳と能力次第であった）、都市の発展は停滞し、地方では農奴制が一般的になってしまったというのである。後の時代の人々は当時のポーランドを振り返って、共和国が「貴族の天国、ユダヤ人の楽園、農民の地獄」だったのだと批判的に主張するようになったが、この見方を裏付ける実証的研究は充分に行われているとは言い難い状況である。そして貴族階級であるシュラフタ自身も、彼らのうちでより強大な権力を持つ大貴族（マグナート）に従属して自由を奪われていった。
一方で庶民でもクラクフ大学などの大学を出て学位を取ったエリートは貴族同様の政治的権利を持ち、国政に参加することができた。彼らは実家が裕福な商人であったり、自分の後見人に貴族や裕福な商人がいたりして、その才能を認められて大学進学や外国留学の援助を受けた。1791年にポーランド共和国憲法を作成したグループの中心人物の一人でポーランド科学アカデミーの前身となるポーランド科学友の会を創設したスタニスワフ・スタシツなどはそういった場合に当たる。
ポーランド・リトアニア共和国は国家としての生き残りに失敗したため、極端な場合、共和国の徹底した自由主義は却って「内戦と侵略、国家の弱体と優柔不断や愛国心の欠乏」を招いたという一面的な非難を受ける。絶対主義と国民国家（同化政策の制度化）という、民主主義に対抗する「（当時の感覚で）近代的」な政治システムの建設が求められた際に有力者たちの何人かが常に自由至上主義（リバタリアニズム）に拘ったため、共和国は改革反対派の「自由」の発露である「リベルム・ヴェト」の行使を繰り返しながら、国家機能を麻痺させて徐々に衰退を続け、自由が行き過ぎた無政府状態の瀬戸際まで追いやられた。イギリスの歴史学者ノーマン・ディヴィスが指摘するように、ポーランド社会が何世紀ものあいだ性善説と、それに基づいたリベルム・ヴェト制度のもとで民主主義と多文化主義の追求をしていたことは、巨大化する領域国家同士が戦う弱肉強食の時代になると、リバタリアニズムを追求する一部有力者たちに悪用されるようになり、国家の改革に対する圧倒的に不利な要素となった。シュラフタの多くは自分達が完璧な体制の国家に住んでいると信じていた。一部の人々が黄金の自由とサルマティズムという根拠希薄な美学に疑いをもち、個人の自由は国家の近代的な発展のために一部制限すべきだという考え（カント哲学的な保守主義＝穏健主義）を持つようになったが、それに気付いた時期は遅すぎた。「大洪水」で外国軍の撃退に成功した体験が、余計に改革のコンセンサス形成を遅らせた。シュラフタの多くは保守主義でなくリバタリアニズム（自由至上主義）の影響を受けて、近代的な常備軍とその強化のための税負担を拒み、シュラフタのうち特にマグナートたちは自らの個人的利益を追求するために、諸外国の勢力と結びついて共和国の政治システムを麻痺させた。改革勢力は徐々にその力をつけていき、最終的にはポーランド社会の圧倒的多数派となったが、そのとき既にロシア軍は共和国の首都ワルシャワに迫ってきていたのである。

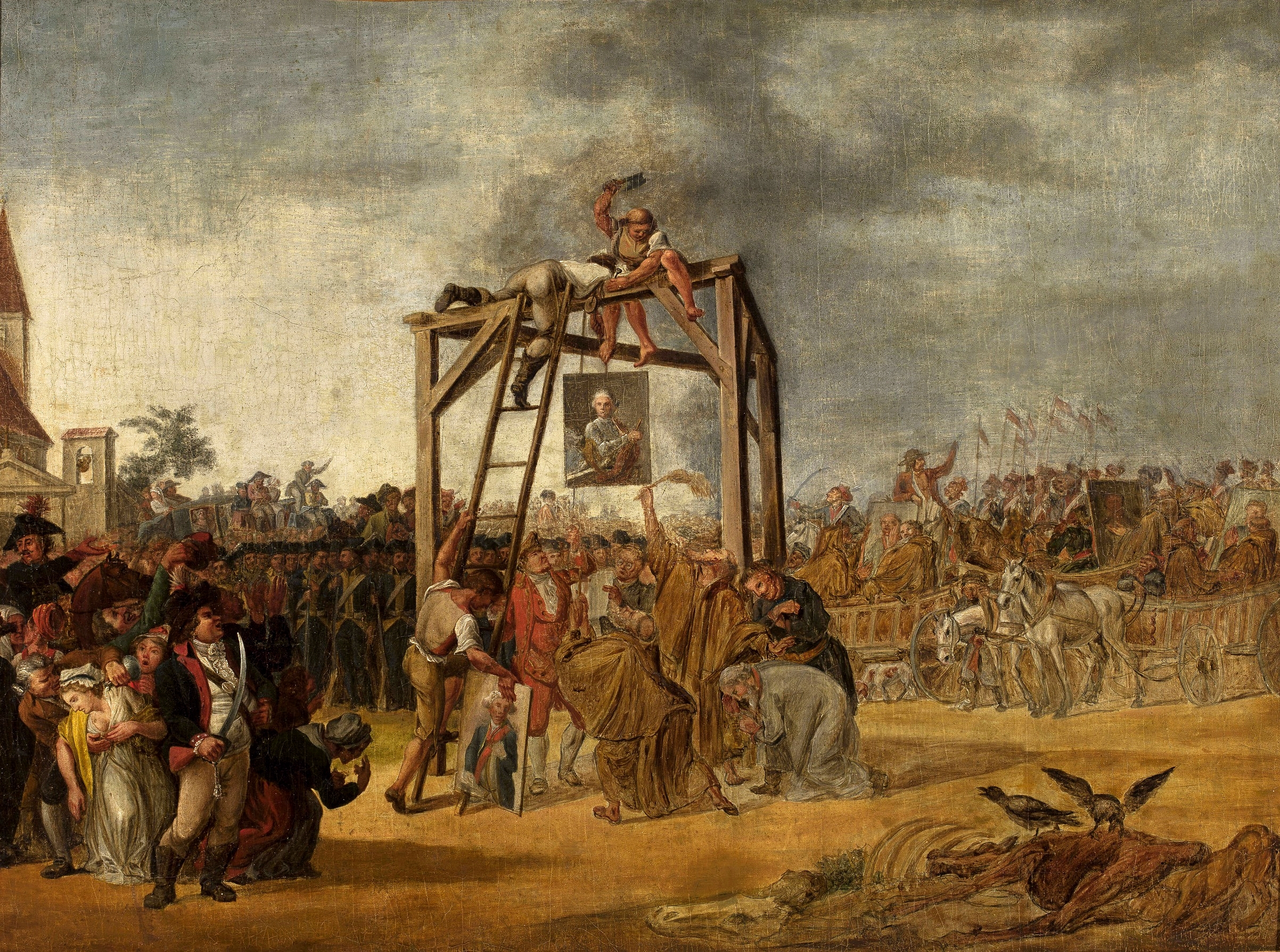
タルゴヴィツァ連盟の首領である売国奴（スタニスワフ・シュチェンスヌィ・ポトツキ）の卑劣で恥知らずな行為は絶対に許せないとして、その肖像画の一枚を改革派の兵士たちが火刑にする光景（ワルシャワ、1794年）。 ヤン・ピョトル・ノルブリン画

こういう既得権益を持つ有力者たちによるジェレミ・ベンサム的な偏狭な功利主義にもとづいたリバタリアニズム（自由至上主義）の横行により、共和国は着々と軍事力および能率性（つまり官僚制）を構築していく近隣諸国に対抗することが出来なくなっていったあげく、ポーランドを狙う諸外国の野心の標的になったのである。そして18世紀後半、共和国のリバタリアンたちはタルゴヴィツァという都市に集結して彼らの政治連盟である「タルゴヴィツァ連盟」をつくり、共和国の大改革の流れに頑強に抵抗し、こともあろうにロシアと結託しワルシャワの中央政府に対して武力反乱を起こした。彼らはロシアから彼ら個人個人の「自由」と「財産権」、すなわち租税の免除と私有地の保全を保障されたのである。「タルゴヴィツァの売国奴」と呼ばれたリバタリアン（自由至上主義者）・ユーティリタリアン（功利主義者）たちは祖国ポーランドよりも自らの個人的な経済的利害を優先した。このためポーランド社会は完全に疲弊してしまい、民間財政はまだ比較的裕福だったものの国家の財政は破産に近い状態となり、近隣の絶対主義諸国による領土分割によって民主主義と多民族主義の国家「ポーランド」そのものが失われてしまったのである。
リバタリアン勢力である「タルゴヴィツァの売国奴」たちは、ロシアから提供されたはずの政治的自由や個人財産保全の保障はロシアによる政治的方便に過ぎなかったことを、祖国の共和国が分割消滅され、ロシア兵がやってきて自分たちの領地を好き勝手に略奪するようになってから初めて気づいたのである。彼らの自由も財産保全も保障されることがなく、すべてツァーリの一存の下に入ることになってしまった。現代のポーランドで「タルゴヴィツァの連中（タルゴヴィチャニンtargowiczanin）」といえば愚か者・売国奴・無責任・自分勝手の代名詞となっている。
一方、当時の改革勢力やその穏健主義思想を受け継いだ人々はポーランド分割時代を通じて国民活動を続け、後のポーランドの発展の思想的原動力のひとつとなっていった。

## 類似したシステム
「黄金の自由」は、同時代の世界にはめずらしいある種の民主主義による国家体制を出現させたが、ヴェネツィア共和国のような都市国家の政治システムと幾らか類似した部分があった。興味深いことに両者は「最も静穏なる共和国」を自称していた。ポーランドの政治制度における最大の（かつ当時としては唯一とも言える）欠陥であったリベルム・ヴェトを採用しなかったイタリアの都市国家はポーランドと似た運命をたどらずに済んだ。フランスとスペイン、そしてローマ教皇は、イタリアを分割するという議論に入ることが出来なかった。これらの国々は、サルデーニャ王国が1861年にイタリアを統一して国民国家を創設するまでバラバラに存在していた。